# 杨玉经
杨玉经（1963年5月—），男，回族，宁夏吴忠人，中华人民共和国政治人物。中央党校在职研究生学历。现任宁夏回族自治区人大常委会副主任。

## 生平
1981年7月参加工作。1990年2月加入中国共产党。1987年7月至2002年12月，历任共青团宁夏回族自治区委员会干事、办公室副主任、主任、团委副书记。2002年12月至2006年11月，共青团宁夏回族自治区委书记、党组书记。2006年11月至2007年10月，宁夏回族自治区银川市委副书记（正厅级）、市政府党组副书记、常务副市长。2007年10月至2008年1月，宁夏回族自治区体育局党组书记。2008年1月至2013年3月，宁夏回族自治区文化厅党组书记、厅长。2013年3月始任宁夏回族自治区住房和城乡建设厅党组书记、厅长。2017年11月起任宁夏回族自治区银川市委副书记，市人民政府副市长、代理市长。。2018年1月13日，正式当选为银川市长。2018年2月24日，当选为第十三届全国人大代表。2021年2月当选为宁夏回族自治区人大常委会副主任。